# 고양이띠 요리사
《고양이띠 요리사》는 2016년 11월 21일부터 2016년 12월 27일까지 O'live에서 방영된 드라마이다.

## 등장 인물

### 주요 인물
- 이기우 : 여문준 역
- 김소라 : 이수지 역
- 한유이 : 강민경 역
- 정민주 : 여은항 역

### 그외 인물들
- 김수현
- 육진수
- 이주연
- 배효원
- 윤예준